# Абакумова, Ирина Владимировна
Ири́на Влади́мировна Абаку́мова (род. 1961) — советский и российский учёный в области педагогической психологии, организатор образования, доктор психологических наук (2003), профессор (2004), академик РАО (2021; член-корреспондент с 2008). Член Президиума Российского психологического общества (с 2013).

## Биография
Родилась 1 декабря 1961 года в Душанбе.
С 1979 по 1984 год обучалась на отделении психологии философского факультета Ростовского государственного университета. 
С 1986 по 2016 год на педагогической работе в Ростовском государственном университете (с 2006 года — Южном федеральном университете) в должностях: с 1986 года — штатный преподаватель кафедры общей психологии факультета психологии, с 1988 по 2004 год — доцент, с 2004 по 2006 год — профессор кафедры психофизиологии и клинической психологии, с 2006 года — заведующая кафедрой общей психологии и общей педагогической психологии факультета психологии. В 2008-2009 годах декан факультета психологии, в 2015-2016 годах — исполняющая обязанности директора Академии психологии и педагогики ЮФУ. С 2017 года — декан факультета психологии, педагогики и дефектологии и одновременно заведующий кафедрой общей и консультативной психологии ДГТУ.
В 1989 году Ирина Абакумова защитила диссертацию на соискание учёной степени кандидат педагогических наук по теме: «Личностный смысл как педагогический фактор и его использование в учебном процессе», в 2003 году — доктор психологических наук по теме: «Смыслообразование в учебном процессе». В 2004 году приказом ВАК ей было присвоено учёное звание профессор. 23 декабря 2008 года избрана член-корреспондентом РАО по Отделению психологии и возрастной физиологии. В 2013 году состоит членом Президиума и Экспертного совета Российского психологического общества.
Помимо основной деятельности является председателем специализированного совета по защите кандидатских и докторских диссертаций Южного федерального университета и членом советов Кубанского государственного университета, экспертом Федеральной службы по надзору в сфере образования и науки, членом редакционного совета научного журнала «Гуманитарные, социально-экономические и общественные науки», заместителем главного редактора «Психологического журнала» и журнала «Северо-Кавказский психологический вестник». Член экспертного совета Высшей аттестационной комиссией по педагогике и психологии.
И. В. Абакумова является основоположником нового направления современной психолого-педагогической науки — смыслодидактики. Основные научные интересы И. В. Абакумовой были связаны с вопросами в области коммуникативной технологии направленной смысловой трансляции, теории смысловой инициации, проблем кадрового отбора и смыслообразования, смыслопедагогики и психодидактики, она была автором более 200 научных трудов, в том числе монографий, под её руководством и при непосредственном участии было подготовлено более 40 кандидатских и докторских диссертаций.
В 2010 году за создание цикла трудов «Формирование установок толерантного поведения и профилактика рисков ксенофобии в системе общего образования» Ирина Абакумова стала лауреатом Премии Правительства Российской Федерации в области образования.